# Big Thunder Mountain Railroad

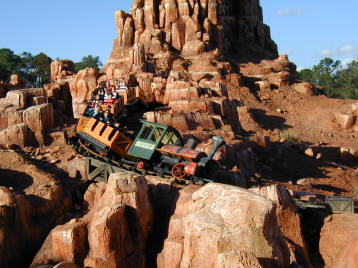
Un tratto di Big Thunder Mountain a Frontierland

Big Thunder Mountain Railroad è un ottovolante del genere mine train coaster, una delle attrazioni più conosciute dei parchi a tema Disney. Essa consiste in un imponente ottovolante stile treno di miniera ambientato nel Grand Canyon, situato nella zona tematica di Frontierland. Come attrazione, non presentando alcun giro della morte, è adatta anche ad un pubblico familiare e ha una durata di circa tre minuti e mezzo.
Attualmente questa attrazione si trova in quattro parchi: Disneyland Resort (1979), Magic Kingdom (1980), Tokyo Disneyland (1987) e Disneyland Paris (1992) (in quest'ultimo parco l'attrazione ha una trama che la collega direttamente a Phantom Manor). L'attrazione non si trova ancora nel parco Disneyland di Hong Kong (Hong Kong Disneyland) ma gli operatori del parco hanno già avviato i lavori di espansione per costruire Frontierland.

## Trama
La leggenda racconta che una forza sovrannaturale si nasconde nel cuore della montagna. Quando venne scoperto l'oro, intorno al 1850, venne fondata una compagnia mineraria, ma ben presto cominciarono ad accadere fatti inquietanti. I minatori avvertivano rumori spettrali, le frane si facevano sempre più frequenti e gli attrezzi da lavoro, misteriosamente, non funzionavano più. I treni partivano senza conducente correndo lungo tutta la miniera e intorno alla montagna! Così si sparse la voce che la miniera fosse stregata e Thunder Mesa diventò una città fantasma.
Anni dopo, quando i racconti dei testimoni erano ormai diventati solo leggende, nuovi cercatori d'oro ridiedero vita alla Compagnia Mineraria e ripresero a creare esplosioni nella montagna stregata. Ben presto però, anche i nuovi arrivati ebbero modo di scoprire che alcune delle leggende narrate erano vere.